# Vuurtoren van Cordouan
De Vuurtoren van Cordouan (Frans: phare de Cordouan) staat op een rotseilandje nabij de Gironde, een estuarium in Frankrijk dat wordt gevormd door de samenvloeiing van de rivieren Garonne en Dordogne en uitgeeft in de Atlantische Oceaan. De vuurtoren, die ongeveer 7 km uit de kust staat, geeft de ingang van het estuarium aan en dient als oriëntatiepunt voor schepen die moeten kiezen tussen de westelijke of zuidelijke route wanneer ze het estuarium invaren.
De vuurtoren staat op het grondgebied van Le Verdon-sur-Mer, een gemeente in het departement Gironde. Dit departement maakt deel uit van de regio Nouvelle-Aquitaine. De toren is eigendom van de Franse staat maar wordt beheerd door SMIDDEST (Syndicat mixte pour le développement durable de l'estuaire de la Gironde), een unie van departementale raden uit verschillende regio's die het behoud en de duurzame ontwikkeling van de Gironde tot doel heeft. 
Omdat hij de oudste nog in dienst zijnde Franse vuurtoren is, ingericht werd met een koninklijk appartement en een kapel, en stijlkenmerken van de renaissance bevat, staat de toren ook bekend als le roi des phares (de koning der vuurtorens), le phare des rois (de vuurtoren der koningen) en le Versailles de la mer (het Versailles aan de zee). De vuurtoren was in 1823 de eerste die werd uitgerust met fresnellenzen. Sinds 2021 staat de vuurtoren op de UNESCO-Werelderfgoedlijst.

## Kenmerken en uitrusting
De conische toren, die versmalt naar boven toe, is 67,5 meter hoog en heeft aan de voet een doormeter van 16 meter. Hij staat op een ronde sokkel die met een betonnen ring aan de zeezijde wordt beschermd tegen de inwerking van de golfslag. In het metalen lichthuis bevindt zich een vast catadioptrisch systeem van de eerste orde met een brandpuntsafstand van 920 mm. De hoofdlichtbron bestaat uit een metaalhalidelamp met een vermogen van 250 watt. Een roterend scherm uit zwartgeschilderd aluminium, dat zich tussen deze lamp en de lens bevindt, zorgt voor twee snel opeenvolgende verduisteringen die iets later gevolgd worden door een derde. Deze verduisteringen vinden plaats om de 12 seconden.
Rode en groene schermen in het lichthuis geven sectoren aan de voor de scheepvaart veilige en onveilige gebieden afbakenen. Het witte licht is zichtbaar tot op een afstand van 22 zeemijl (ongeveer 41 km). De rode en groene sectoren zijn zichtbaar tot op 18 zeemijl (ongeveer 33 km).
De toren kreeg van de Amateur Radio Lighthouse Society, een organisatie van radiozendamateurs, het nummer FRA-007 toegewezen. Deze organisatie probeert vanop lichtschepen en vuurtorens radioverbindingen tot stand te brengen.

## Geschiedenis

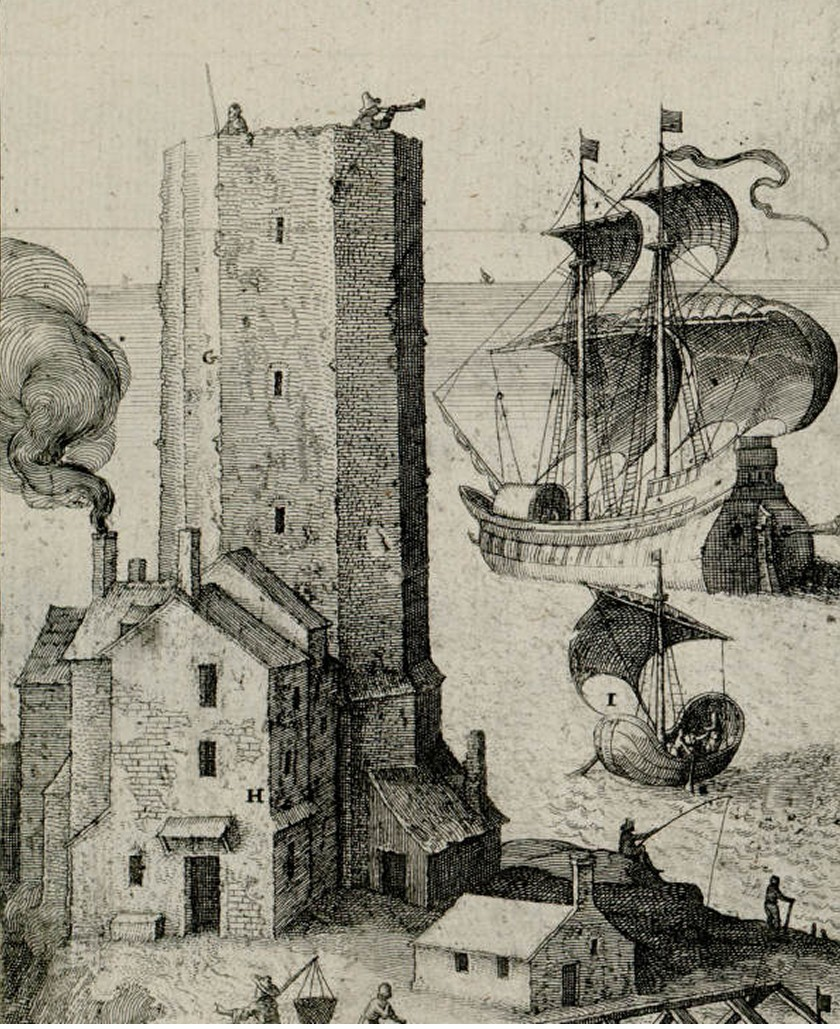
Voorstelling van de toren van Eduard van Woodstock.

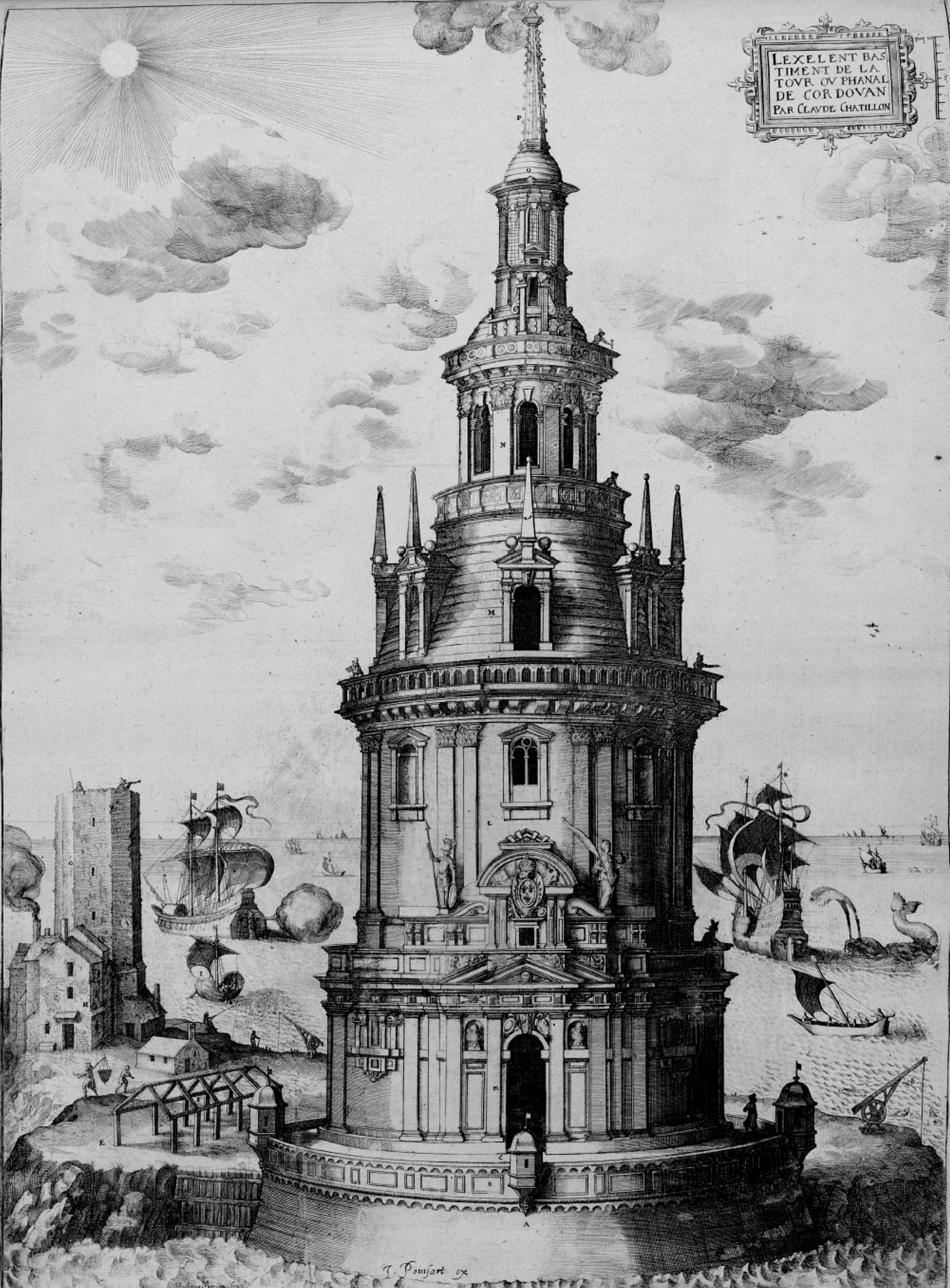
De voltooide toren van Louis de Foix.

### De eerste bakens
Omdat de gevaren voor de scheepvaart in het estuarium van de Gironde reeds in de oudheid bekend waren, is het waarschijnlijk dat monniken of kluizenaars op het rotseilandje van Cordouan vuren onderhielden. De eerste toren werd rond 1360 opgericht in opdracht van Eduard van Woodstock. Deze Engelse koning, die ook de Zwarte Prins werd genoemd en op dat moment met zijn leger de toenmalige regio van Guyenne bezette, gaf de opdracht tot het bouwen van een 16 m hoge toren die voorzien was van een platform waarop een vuur kon gestookt worden. Een kluizenaar met de naam Geoffroy de Lesparre kreeg de taak om 's nachts op deze zogenaamde Engelse toren het vuur te onderhouden. Hij was ook gemachtigd om tolgelden te vragen aan voorbijvarende schepen.

### De toren van Louis de Foix
Toen in 1580 bleek dat het aantal scheepsrampen in het estuarium toenam omdat de toren van de Zwarte Prins in verval raakte en het vuur niet langer werd onderhouden, gaf de toenmalige koning van Frankrijk, Hendrik III, de opdracht aan architect Louis de Foix om een nieuwe vuurtoren op te richten. Dit koninklijk bevel werd door maarschalk Jacques II de Goyon de Matignon op 2 maart 1584 aan de Foix bezorgd. Oorspronkelijk was een platform voorzien met daarop een eenvoudige, uit drie bouwlagen bestaande ronde toren. In 1593 bleek dat de werkzaamheden weinig vooruitgang boekten omdat ze werden gehinderd door plaatselijke godsdienstoorlogen, problemen met de financiering en technische moeilijkheden.
In 1594 ging de Foix te rade bij Hendrik IV, de opvolger van de inmiddels overleden Hendrik III en verkreeg een financiële aanmoediging van 86.000 écu's. Met de steun van de nieuwe koning werd het project ambitieuzer. De toren eerde Hendrik IV en zijn voorganger door de aanwezigheid van een koninklijk appartement en een kapel die de katholieke geloofsovertuiging van de monarchie moest benadrukken. Het interieur van de toren werd afgewerkt met luxematerialen zoals marmer en bewerkt houtwerk en ingericht met beeldhouwwerken.
Om de werf te beschutten tegen de oceaan werd een omwalling van stenen aangelegd die onderling met een houten structuur werden verbonden. Binnen deze muren ontstond een kleine stad. Naast de verblijven die ingericht waren voor de ingenieur en zijn dertig tot vijftig arbeiders, waren er ook ateliers en werkplaatsen voor timmermannen voorzien. Bovendien stonden er ook een kalkoven, een smederij en een wagenmaker ter beschikking. Omdat de schepen die de bevoorrading verzorgden door weersomstandigheden niet altijd tijdig het eiland konden aandoen, werd er ook een aanzienlijke voorraad proviand bewaard. Brood werd zelf gebakken in broodovens. Om lasten tot aan de in aanbouw zijnde toren te brengen waren een zestal paarden voorzien die in stallen waren ondergebracht.
Na het overlijden van de Foix in 1602 werkte zijn zoon Pierre verder aan het onvoltooide bouwwerk. In 1611 zal François Beucher, de vroegere werfleider, de toren uiteindelijk afwerken. Het bouwwerk werd in die periode ook wel het achtste wereldwonder genoemd.

### Verdere aanpassingen door Joseph Teulère
In 1645 werd de lantaarn vernield door een zware storm. Deze schade werd in 1663 hersteld. In 1722 werd duidelijk dat de toren in slechte staat verkeerde door de voortdurende inwerking van het oceaanwater, de blootstelling aan de andere natuurelementen en het gebrek aan onderhoud. Omdat het vuur in het bouwwerk niet meer elke nacht brandde, nam het aantal scheepsrampen in het estuarium toe, een situatie die door zeelieden en reders werd aangeklaagd. Joseph Teulère, een ingenieur uit Bordeaux, werd aangezocht om de toren te herstellen en te verhogen. Tijdens de werkzaamheden, die duurden van 1788 tot 1790, voegde hij vier verdiepingen en een lantaarn aan de bestaande structuur toe, waardoor de toren 20 m hoger werd en zijn huidige vorm kreeg.

### Onderhoud
De toren behoeft voortdurend onderhoud. In 1926 werd de torenbasis verstevigd om de inwerking van het zoute zeewater op de poreuze steen tegen te gaan. In 2005 werd een nieuwe 8 m hoge betonnen ring rond het platform aangelegd met een omtrek van 70 m. Deze ring, die onderaan een dikte heeft van 80 cm en naar boven versmalt tot 30 cm, werd volledig losstaand van het bestaande platform met 132 stalen palen in de bodem verankerd, zodat de trillingen die worden veroorzaakt door de golven zich niet kunnen voortplanten in de torensokkel. In 2010 werden er herstellingen doorgevoerd aan de daken van de lokalen die zich op de binnenplaats bevinden.

## Indeling van de toren

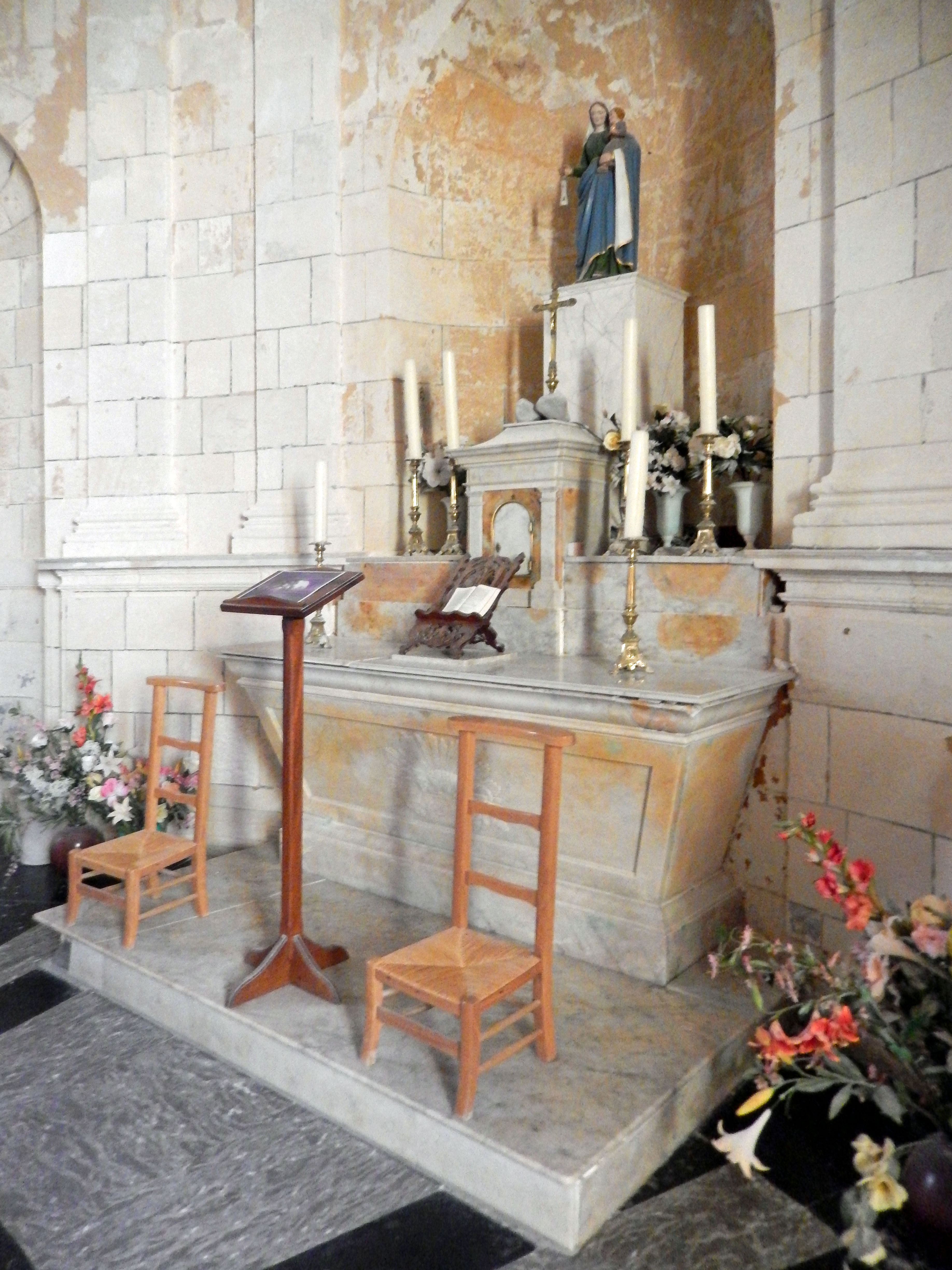
De koninklijke kapel.

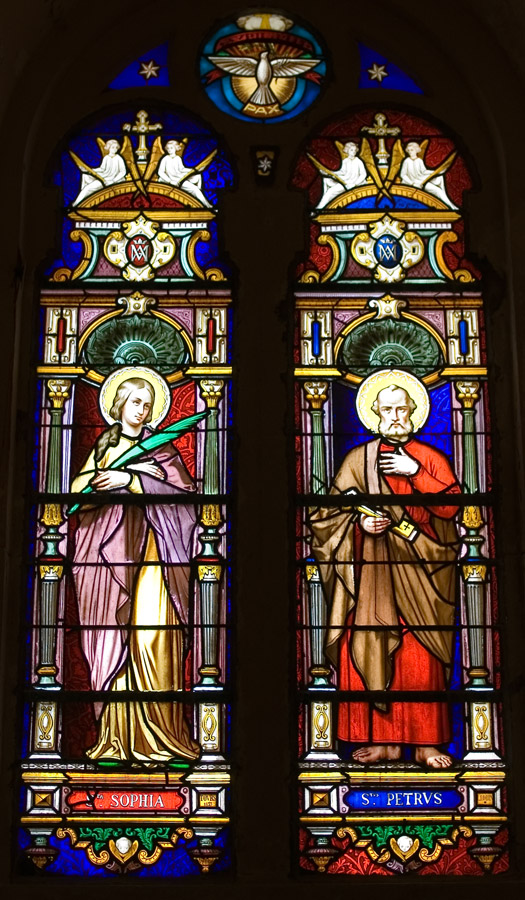
De glasramen in de koninklijke kapel die Sint-Sophia en Sint-Michaël voorstellen.

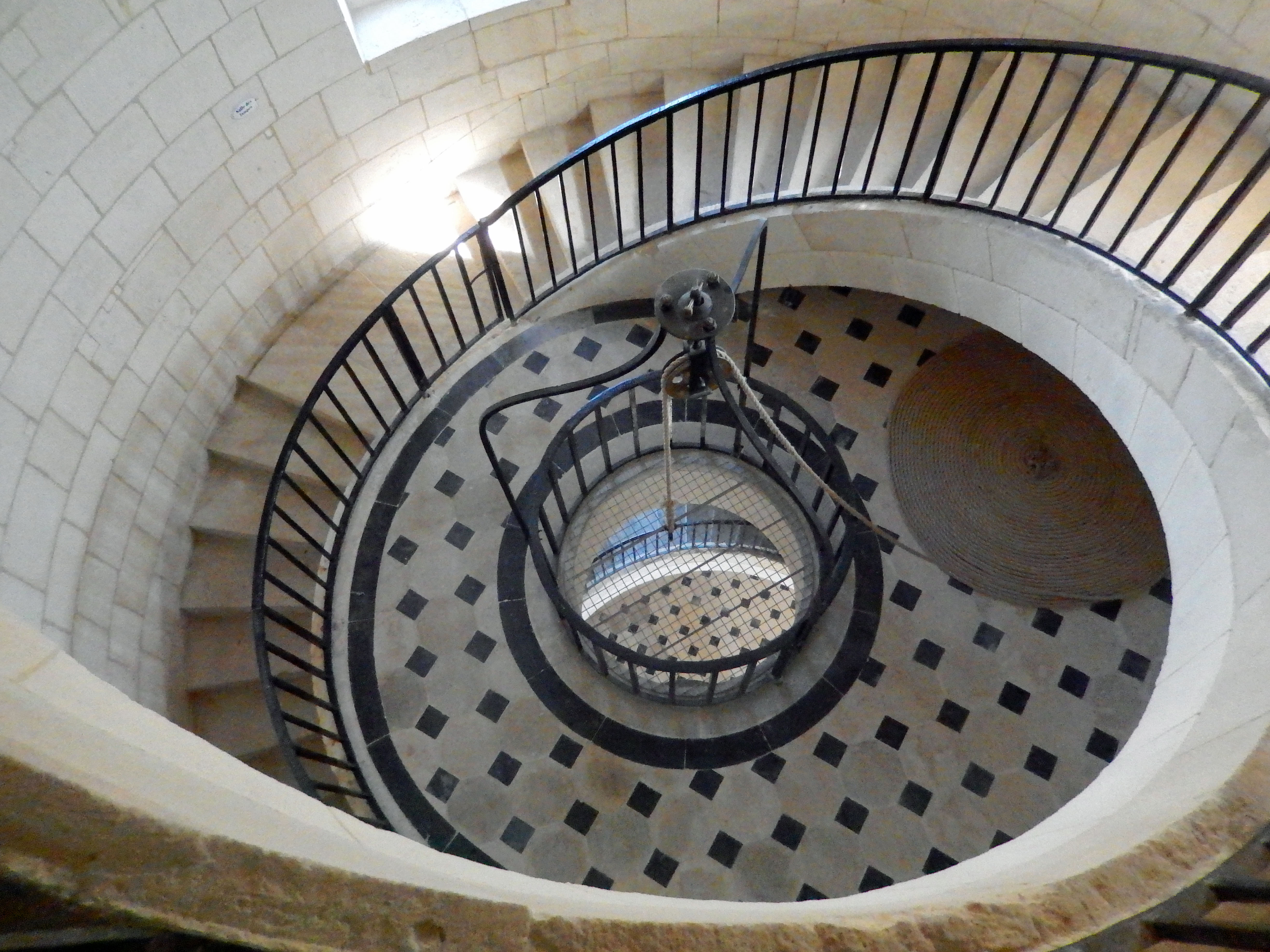
Zicht op de trap van Joseph Teulère met takel en oculus.

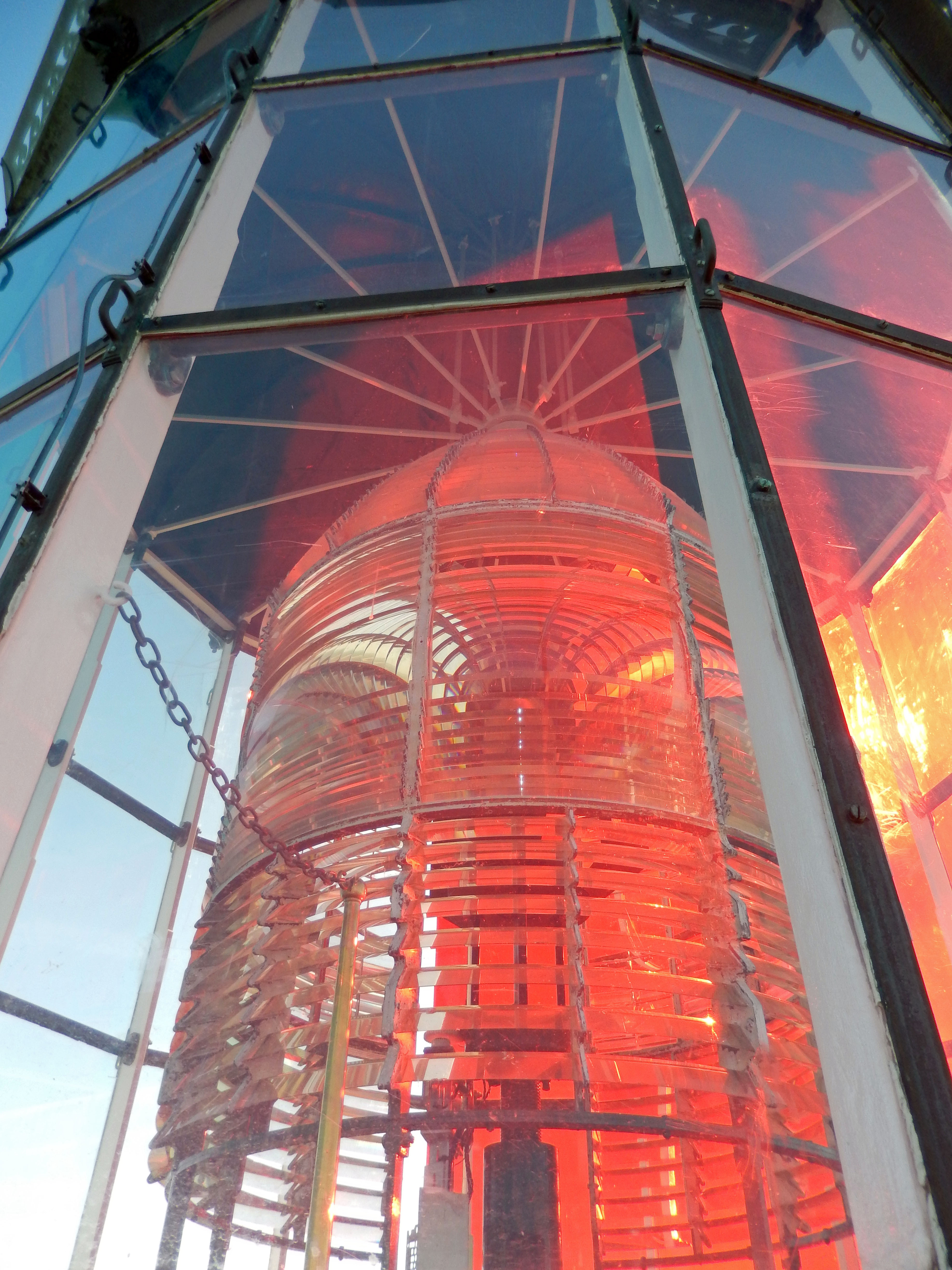
Lichthuis met fresnellens.

### Platform
De toren staat op een rond platform met een doormeter van 41 m en een hoogte van 8,30 m. Deze sokkel, die aan de zeezijde volledig omgeven wordt door een betonnen ring, beschermt de toren tegen de inwerking van het zeewater. De deuropening in deze ring, die toegang verleent tot de cirkelvormige binnenplaats, kan worden afgesloten door zware eikenhouten deuren die bij hoogwater de golfslag buitenhouden. Een 260 meter lange stenen weg, die enkel bij laagwater kan gebruikt worden, leidt naar deze toegangsdeur. Materiaal dat via deze weg wordt aangebracht, kan met een takel opgehaald worden. Aan binnenzijde van het platform werden, tegen de ronde buitenmuur, een aantal lokalen opgetrokken. Ze worden gebruikt als opslagplaatsen, burelen, technische ruimten en verblijfplaatsen voor personeel. Onderaan in het platform bevinden zich ook watertanks met een totale inhoud van 22 m³.

### Het ontwerp van Louis de Foix
De buitengevels op de benedenverdieping en eerste verdieping van de vuurtoren zijn met renaissance-elementen versierd zijn zoals Korinthische en Dorische kapitelen, trigliefen, frontons en beeldhouwwerk in bas-reliëf.
De inkomdeur geeft toegang tot een gewelfde inkomhal met een vierkant grondplan. In deze inkomhal komt een tweede deur uit op een draaitrap die naar de hogere verdiepingen leidt. Een inscriptie boven deze deur herinnert aan de restauratiewerken die tijdens het bewind van Napoleon III in 1855 werden uitgevoerd. De allereerste vuurtorenwachters verbleven in vier kleine zijkamertjes. Later werden hun verblijven ingericht in de gebouwen rond de binnenplaats.
De draaitrap leidt naar de eerste verdieping die werd ingericht als koninklijk appartement. Deze ruimte, waar de vloer bestaat uit stukken zwarte en witte marmer die geometrische patronen vormen, benadrukte de rol van de monarchie bij de opbouw van de toren, hoewel er nooit een koning gelogeerd heeft. Vanaf ongeveer 1650 werd deze plaats gebruikt door de vuurtorenwachters als keuken, omdat het de enige plaats in de vuurtoren was die een schoorsteen bezat. Tijdens de regeerperiode van Lodewijk XIV werden hier de borstbeelden van vier 19de-eeuwse wetenschappers geplaatst die een belangrijke bijdrage hadden geleverd aan de ontwikkeling van vuurtorens. Zo is er is een buste die Augustin Fresnel voorstelt, de uitvinder van de naar hem genoemde lens die in de vuurtoren in gebruik is. 
De koninklijke kapel met koepelvormige zoldering op de tweede verdieping werd uitgerust met een altaar en glasramen die de heiligen Sint-Anna, Sint-Michaël, Sint-Sophia en Sint-Petrus voorstellen. Deze glasramen werden in 1855 vernieuwd door Julien Léopold Lobin, die in Tours een atelier bezat dat gespecialiseerd was in glasschilderingen. Boven de deur werd het borstbeeld van de Foix geplaatst. Onder dit beeld werd in 1727 een inscriptie aangebracht ter ere van Lodewijk XV, boven het beeld herinnert een opschrift aan het werk van de Foix. Af en toe wordt deze kapel nog gebruikt voor gelegenheden zoals huwelijken.

### Verhoging door Joseph Teulère
Joseph Teulère, die in 1788 begon met het verhogen van de toren, gaf de verdieping boven de kapel de naam la Salle des Girondins (Zaal van de Girondijnen). De ruimte werd genoemd naar een politieke groepering die tijdens de eerste fase van de Franse Revolutie in grote mate verantwoordelijk was voor het afschaffen van de monarchie. Teulère probeerde op deze manier zijn - al dan niet oprechte - sympathie voor de beginnende Franse Revolutie uit te drukken. In deze zaal kwam het eindpunt van de draaitrap uit die de onderliggende bouwlagen verbond en begon de grotere, meer monumentale trap die doorheen de rest van de verdiepingen liep. Deze trap was opgebouwd uit stenen waarvan Jean Besse de vorm en de afmetingen bepaalde vooraleer ze in verband werden geplaatst.
Boven deze zaal bevond zich la Salle du Contrepoids, (Zaal van het Tegengewicht) waar tot 1987 het dalende gewicht werd opgevangen dat het mechanisme aandreef dat voor de periodieke verduistering van het licht in het lichthuis zorgde. In de lampenzaal (la Salle des Lampes), die een verdieping hoger lag, werden de materialen bewaard die nodig waren voor de instandhouding van het licht. Er was ook een takel aanwezig waarmee brandstoffen en andere goederen konden opgehaald worden. Hiertoe was er in elke zoldering van de onderliggende zalen telkens een ronde opening voorzien met een doormeter van ongeveer 1 m, een zogenaamde oculus.
Net onder het lichthuis was de wachtruimte ingericht, waar het personeel met dienst een logboek bijhield. Deze wachtruimte was volledig met eikenhout afgewerkt. Op de hoogste verdieping bevond zich het metalen lichthuis met galerij, waarin, vanaf 1823, een fresnellens was geïnstalleerd. De toren telde 311 traptreden.

## Evolutie van de lichtbronnen en optische apparatuur

### Vuren
De vuurtoren van de Foix werd in 1611 voor het eerst verlicht. In een gesloten glazen lichthuis stond een koperen ketel opgesteld waarin een vuur werd gestookt dat werd gevoed met een mengsel van hout, was en teer. Dit vuur, dat zichtbaar was door acht ramen, bevond zich 37 m boven het zeeniveau. Een blikseminslag vernielde de 6,5 m hoge schoorsteen waarmee de rookgassen werden afgevoerd, zodat er werd overgestapt op een open vuur dat werd gestookt met walschot, een wasachtige substantie die uit de schedels van walvissen werd gehaald. Deze brandstof veroorzaakte in 1664 een ongecontroleerde brand in de lantaarn, waarna het licht lager boven het wateroppervlak scheen, wat protest bij de zeelieden uitlokte.

### Olielampen met reflectoren
Het open kolenvuur dat in 1727 onder een weerkaatsende koepel werd gestookt en waarvan het onderhoud zeer arbeidsintensief was, werd in 1782 vervangen door 80 vaste lampen, die opgesteld stonden in een gesloten lichthuis en elk voorzien waren van een koperen reflector met een diameter van 20 cm. Dit systeem was bedacht door Pierre Tourtille-Sangrain, een ondernemer die onder meer de straatverlichting voor grote steden had ontworpen. Het werd voor de eerste keer in gebruik genomen op 12 november 1782. De lampen werden gevoed met een mengsel van plantaardige oliën en walschot. Omdat er klachten waren over de zichtbaarheid werd dit systeem in juli 1783 door Teulère aangepast. Hij bracht onder meer het aantal lampen terug tot 30, maar gebruikte wel grotere reflectoren met een doormeter van 55 cm. Later verfijnde uurwerkmaker Mulotin dit systeem waarbij de lampen en reflectoren op een roterende basis werden gemonteerd. 

### Fresnellenzen
Augustin Fresnel installeerde in 1823 een nieuw optisch systeem. Acht lenspanelen en een aantal spiegels bovenaan de lens bundelden het licht, dat door een olielamp met meerdere concentrische pitten werd geleverd. In 1854 krijgt de toren zijn definitieve fresnellens. In het nieuwe, grotere lichthuis werd een vast catadioptrisch systeem geïnstalleerd dat bestond uit lenzen en prisma's. In 1902 deed een lichtbron haar intrede die werd gevoed met gas.

### Elektrificatie en automatisatie
In 1950 werd de toren geëlektrificeerd. In het lichthuis werd een lamp met een vermogen van 6000 W geïnstalleerd. Twee dieselgeneratoren leverden de elektrische energie. Een draaiend scherm dat tussen de lamp en de lens werd opgesteld,  zorgde voor de periodieke verduisteringen. Een uurwerkmechanisme met een dalend gewicht liet het scherm roteren. In 1987 werd het roterend scherm verwijderd en werd een aan- en uitgaande lamp van 2000 W geïnstalleerd, maar deze oplossing voldeed niet en na de automatisatie in 2006 werd de toren uitgerust met een vast brandende metaalhalidelamp van 250 W. Een lampenwisselaar draaide bij defect van dit hoofdlicht een noodlicht in het brandpunt van de lens. Er werd ook een nieuw roterend scherm geïnstalleerd dat door een elektromotor werd aangedreven, zodat het torenlicht om de 12 seconden drie maal verduisterd werd. De automatisatie had ook tot gevolg dat de vuurtorenwachters van hun taak werden ontheven, alhoewel er nog wel personeel aanwezig was om de toren open te houden voor bezoekers.

## Monumentstatus
De toren werd reeds in 1862 geklasseerd als historisch monument op de lijst van het Franse erfgoed. Het bouwwerk werd daardoor beschouwd als een monument van nationaal belang waardoor het ook een bijzondere bescherming geniet. De UNESCO Commissie voor het Werelderfgoed overweegt de vuurtoren in 2021 te erkennen als cultureel werelderfgoed en deze na de bijeenkomst van de 44e sessie van de Commissie voor het Werelderfgoed toe te voegen aan de werelderfgoedlijst.